# James M. Cox
James Middleton Cox (ur. 31 marca 1870, zm. 15 lipca 1957) – amerykański polityk, redaktor i wydawca prasowy, związany z Partią Demokratyczną. W czasie swej kariery reprezentował m.in. rodzinny stan Ohio w Izbie Reprezentantów Stanów Zjednoczonych oraz dwukrotnie był jego gubernatorem. Najlepiej znany pozostaje jako kandydat swej partii na urząd prezydenta w 1920 roku.

## Przed rozpoczęciem kariery politycznej
Urodził się na farmie nieopodal małej wioski Jacksonburg (Butler County, Ohio). Uczęszczał do szkół publicznych w rodzinnym hrabstwie. Po dwóch latach specjalnej nauki, w wieku 16 lat został nauczycielem.

### Wczesna kariera
Przed wyborem do Izby Reprezentantów Cox był redaktorem i wydawcą różnych gazet w Ohio i w innych stanach. W 1898 został właścicielem i redaktorem Dayton Daily News. Należał też do niego Springfield Daily News (od 1904). W późniejszym okresie był też wydawcą Miami News na Florydzie (od 1923), Atlanta Journal (Georgia, od 1939).
Ponadto pełnił w latach 1894–1897 funkcję sekretarza kongresmena Paula J. Sorga, demokraty z 3. okręgu wyborczego Ohio.

## Kongresmen i gubernator
Posiadanie własnych środków przekazu, jak w przypadku Coksa i jego wpływowych gazet w Ohio, stanowi bez wątpienia poważny atut w karierze politycznej, kiedy można wykorzystywać je w celu spopularyzowania swojej osoby. Podobnie rzecz miała się z przyszłym rywalem Coksa w wyborach prezydenckich, Warrenem G. Hardingiem, właścicielem Marion Star.
Przez dwie dwuletnie kadencje (1909–1913) Cox reprezentował stary 3. okręg wyborczy Sorga w Izbie Reprezentantów. Nie ubiegał się o trzecią kadencję w 1912, gdyż uzyskał nominację demokratów jako kandydat na gubernatora Ohio.
Była to jego pierwsza kadencja na tym stanowisku (trwała od 1913 do 1915). Przegrał wprawdzie walkę o reelekcję w 1914, ale powrócił w 1916. Jego kolejne dwie gubernatorskie kadencje trwały od 1917 do 1921.

## Kandydat na prezydenta
Na konwencji nominacyjnej w San Francisco w 1920 demokraci mianowali swoim kandydatem do Białego Domu gubernatora Coksa, w czym dużą rolę odegrał odchodzący prezydent Woodrow Wilson.
Swoim partnerem na liście (czyli kandydatem na urząd wiceprezydenta) Cox wybrał 38-letniego zastępcę sekretarza marynarki wojennej Franklina Delano Roosevelta z Nowego Jorku.
Ich przeciwnikami z ramienia Partii Republikańskiej był senator z Ohio („dwóch synów Ohio ubiegało się o prezydenturę” – jak wtedy pisano) Warren Harding i gubernator Massachusetts Calvin Coolidge.
Cox popierał międzynarodowe zaangażowanie USA i ich udział w Lidze Narodów, republikanie byli zaś za izolacjonizmem. Te tendencje zdecydowanie przeważyły.
Cox został pokonany stosunkiem 60,3 do 34,1 procent głosów. Uzyskał tylko 127 głosów w kolegium elektorów wobec 404 Hardinga. Przegrał też w rządzonym przez siebie Ohio (stosunek głosów powszechnych wynosił 16 144 093 Hardinga do 9 139 661 Coksa).
Cox i Roosevelt zdobyli następujące stany: Wirginia, Kentucky, Karolina Północna, Karolina Południowa, Georgia, Alabama, Floryda, Missisipi, Arkansas, Luizjana i Teksas.
Znany pisarz amerykański Irving Stone w poświęconej przegranym kandydatom do prezydentury książce They Also Ran („oni też kandydowali”) stawia tezę, iż Cox był pod każdym względem wybitniejszy od Hardinga, uznanego potem przez wielu za jednego z najgorszych prezydentów w historii. Według Stone’a, w historii USA nie było bardziej wyraźnego przypadku, kiedy gorszy kandydat pokonał lepszego. Coksowi przede wszystkim zaszkodziło wyraźne poparcie niepopularnej polityki Wilsona.
Mimo ogromnej porażki jego partner na liście, Franklin Roosevelt, został potem wybrany na prezydenta w 1932 i sprawował ten urząd przez ponad 12 lat (1933–1945), najdłużej w historii, mając opinię jednego z najwybitniejszych. Nie ulega wątpliwości, że mimo porażki jego kandydatura na wiceprezydenta pozwoliła mu zaistnieć na szerszej scenie i pomogła potem samemu sięgnąć po prezydenturę.

## Późniejsze lata
Po odejściu na emeryturę polityczną w 1921 Cox poświęcił się przede wszystkim rozwojowi swego prasowego imperium, zostając też właścicielem stacji radiowych i telewizyjnych. Był też wiceprzewodniczącym delegacji USA na World Economic Conference (Londyn, 1933). W 1946 gubernator Ohio Frank Lausche oferował mu nominację na wakujące miejsce w Senacie, ale Cox odrzucił tę możliwość powrotu do czynnej polityki.
Zmarł w Dayton. Pochowano go na Woodland Cemetery.
Lotnisko międzynarodowe w Dayton jest nazwane na jego cześć.